# Adamántios Koraís
Adamántios Koraís (grego: Αδαμάντιος Κοραής, 1748 - 1833) foi um escritor e pensador grego.

## Biografia
Adamantios Koraes nasceu em Esmirna (Turquia) no ano 1748. Filho de mercador nascido em Chios, Ioannis Korais e sua mulher Thomeatha Risiu. Após a educação básica em sua terra natal, ele foi enviado em 1771 a Amsterdã para começar uma carreira de negociador. Na Holanda, teve a oportunidade, juntamente com suas atividades de mercador, de ter aulas de línguas estrangeiras, de estudar livros científicos e filosóficos e participar de correntes eruditas. Ele permaneceu na Holanda até 1778, então retornou para Esmirna e em 1782, partiu para Montpellier (na França), onde realizou brilhantes estudos em Medicina. Em 1788, decidiu continuar seus estudos científicos em Paris. Estabeleceu-se nessa cidade e se ocupou principalmente de realizar pesquisas e publica-las. 
Os feitos de Koraes são notórios e pode-se dividi-los em três categorias:
- a) “Médica”: incluindo estudos originais e traduções de documentos médicos;
- b) Filosófica: inclui suas publicações de trabalhos escritos por “Gregos Antigos”; bem como sua critica pessoal e suas sábias apreciações a esses trabalhos.
- c) Étnica (ou “nativa”): nesta categoria estão muitos pequenos panfletos com composições que tinham objetivo de abrir os olhos de gregos para suas condições de escravidão ou de; divulgar para os estrangeiros, informações sobre a situação na Grécia. Sua missão teve grande repercussão não somente na sociedade grega, mas em toda Europa e nos Estados Unidos. Por isso, ele era conhecido, respeitado e convidado a dar conselhos a várias pessoas sábias.

Para suas publicações,  contou com auxilio financeiro, técnico e ético dos irmãos Zosimades, de habitantes de Chios e de outros mercadores, advogados e amigos. Sua contribuição étnica/nacional é historicamente a mais importante. Não houve um problema grego que ele não tenha acompanhado ou se pelo qual não tenha se interessado; sempre oferecendo sua ilustre opinião. Defensor da liberdade e da democracia, acompanhou atenciosamente os acontecimentos políticos do seu tempo e não hesitou em estigmatizar negativamente todas as tendências despóticas, autoritárias e obsoletas. 
Seu grande interesse foi pelas escolas, que ele auxiliou de todas as formas possíveis, fazendo proposições e guiando-as em muitos empreendimentos. Apesar de sua difícil situação financeira, Korais reuniu muitos livros, posteriormente criando uma impressionante biblioteca em Paris. Seu desejo era de que a biblioteca e seus manuscritos fossem transferidos para Chios depois de sua morte – um acervo de 3 500 volumes. Sua vontade foi atendida depois de muitos adiamentos. Faleceu na capital francesa em 1833 tendo visto a descolonização de partes da Grécia; mas não de sua ternamente amada, Chios.